# Spiraaldwergtandkaak
De spiraaldwergtandkaak (Lessertia dentichelis) is een spinnensoort in de taxonomische indeling van de hangmatspinnen (Linyphiidae).
Het dier komt uit het geslacht Lessertia. Lessertia dentichelis werd in 1884 beschreven door Eugène Simon.